# Данбар, Джордж, 3-й граф Марч
Джордж Данбар (англ. George Dunbar; ок. 1338 — 1420) — шотландский барон, 10-й граф Данбар и 3-й граф Марч (с 1368), 12-й лорд Аннандейл (1369—1401), активный участник войн между Англией и Шотландией в конце XIV — начале XV века.

## Биография
Представитель шотландского клана Данбар. Согласно шотландского хронисту Роберту Линдси из Пицкотти, Джордж был сыном Джона де Данбара из Дерчестера, и Изабеллы Рэндольф, дочери Томаса Рэндольфа, 1-го графа Морея (1278—1332), и внуком Патрика IV, графа Марча. Джордж Данбар был внучатым племянником и преемником Патрика V Данбара (ок. 1285—1369), 9-го графа Марча (1308—1369). По другим данным, Джон Данбар (отец Джорджа) был сыном рыцаря Александра де Данбара, младшего сына Патрика де Данбара.
Владения рода Данбаров располагались в южной и юго-восточной Шотландии, у границ с Англией, что предопределило их деятельное участие в англо-шотландском противостоянии. Титул графа Марча предоставлял в распоряжение Данбаров систему обороны шотландских марок — военно-административных образований вдоль границы с Англией.
В период правления короля Роберта II Джордж Данбар стал одним из лидеров военных операций шотландских баронов против английских войск, оккупировавших с 1356 года часть земель южной Шотландии. Уже в 1379 году Данбар захватил и сжёг Роксборо — одну из важнейших приграничных крепостей. В 1384 году его отряды освободили Аннандейл, а в 1388 году Данбар стал одним из предводителей шотландских войск в битве при Оттерберне, закончившейся поражением англичан и пленением их главнокомандующего, Генри Перси.
В 1400 году произошёл крутой поворот в судьбе Данбара: наследник шотландского престола Давид Стюарт должен был жениться на дочери графа Марча, Элизабет Данбар, однако из-за интриг графа Дугласа, предложившего большее приданое, Давид разорвал помолвку и сочетался браком с дочерью Дугласа. Оскорбленный Данбар обратился за поддержкой к королю Англии Генриху IV. Тот немедленно собрал армию и вторгся в Шотландию. Граф Марч перешел на сторону англичан и присоединился со своими отрядами к Генри Перси, разорявшему Лотиан. Этим воспользовался граф Дуглас, немедленно захвативший владения Данбаров в южной Шотландии.
В 1402 году Марч участвовал в разгроме шотландской армии в битве при Хомильдон-Хилле на стороне Генри Перси. В этой битве был пленён личный противник Данбара граф Дуглас, который в следующем году присоединился к восстанию Перси против английского короля. Данбар остался верен своему новому сюзерену, Генриху IV, и в битве при Шрусбери сражался на стороне английского короля.
В 1409 году, видимо, под нажимом баронов Шотландии, герцог Олбани, регент шотландского королевства восстановил Данбара в его владениях и титулах, и тот вернулся на родину. До конца жизни Джордж Данбар оставался верен Шотландии и участвовал в операциях против английских приграничных крепостей.
В 1420 году Джордж де Данбар скончался в возрасте 82 лет. Ему наследовал его старший сын, Джордж Данбар, 11-й граф Данбар и 4-й граф Марч.

## Семья
Джордж Данбар был женат на Кристине, дочери сэра Уильяма Сетона. У них было, как минимум, восемь детей, в том числе:
- Сэр Джордж Данбар, 11-й граф Данбар и 4-й граф Марч (ок. 1370 — после 1457)
- Колумба де Данбар, епископ Морея (ок. 1386—1435)
- Сэр Гэвин де Данбар из Камнока
- Сэр Патрик де Данбар
- Джанет де Данбар, жена сэра Джона Сетона из Сетона (ум. 1441)
- Марджори, муж — сэр Джон Суинтон (ум. 1424)
- Сэр Давид де Данбар из Коберна.